# عماد فؤاد
عماد فؤاد (من مواليد 22 أكتوبر 1974 في قرية "الفرعونية  بمحافظة المنوفية بمصر) هو شاعر ومترجم مصري مُقيم ببلجيكا منذ عام 2004. صدرت له العديد من الأعمال الشعريّة لعلَّ أهمها: «تقاعد زير نساء عجوز»، شرقيات، 2002. و"بكدمة زرقاء من عضَّة النَّدم"، شرقيات، 2005، و"حرير"، دار النهضة العربية، بيروت، 2007. و«عشر طُرق للتنكيل بجثَّة»، دار الآداب اللبنانية 2010، و«تلك لغة الفرائس المحظوظة» 2019، فضلًا عن مجموعته الشعرية الأولى «أشباحٌ جرحتها الإضاءة» 1998.  كما أصدر عماد فؤاد روايته الوحيدة «الحالة صفر»، في القاهرة عام 2015.

## الحياة المُبكّرة والتعليم
بدأ عماد فؤاد مشواره مع الكتابة والنشر مبكّرًا، حين بدأ في نشر قصائده منتصف التسعينيات من القرن الماضي في عدد من المنابر والمجلات الثقافية المصرية والعربية، مثل "أدب ونقد" و"الكتابة الأخرى"، التي ساهم في تحريرها لعدد من السنوات مع مديرها وصاحبها الشاعر المصري هشام قشطة، وبدءًا من عام 1998 توالت إصدارات عماد فؤاد الشعرية، فأصدر ستّ مجموعات شعرية بين القاهرة وبيروت في الفترة من 1998 (لم يكن يتجاوز الـ 24 من عمره حينها) حتى 2019، حين أصدر مجموعته الشعرية السادسة «تلك لُغة الفرائس المحْظوظة»، كتاب شِعري، عن دار ميريت بالقاهرة عام 2019.

## المسيرة المهنيّة
إلى جوار أعماله الشعريّة، نشر عماد فؤاد عددًا من الكتب المهمّة، لعلَّ أبرزها «ذئب ونفرش طريقه بالفخاخ: أنطولوجيا النّص الشِّعري المصري الجديد»، وهي أنطولوجيا شعريّة مرجعية صدرت عن دار المكتب المصري للمطبوعات بالقاهرة، بالشراكة مع دار "الوردة للّنشر والترجمة" في بلجيكا عام 2016، وتضمّنت الأنطولوجيا الضخمة التي جاءت في (674) صفحة من القطع الكبير، مختارات لـ 53 شاعرًا يُمثّلون ثلاثة أجيال في النّص الشِّعري المصري الجديد، بمقدمة وافية شرحَ فيها عماد فؤاد ملابسات ولادة هذا المشروع الطموح وخلفيات اختياراته الشعرية. مشيرًا في مقدمته للأنطولوجيا أنه ليس ناقدًا بل شاعرٌ بالأساس، ولا ينفي أن مزاجه وذائقته الشخصية لها دورٌ مهمٌ في اختيار النماذج الشعريّة. 

بعد صدور مجموعته الشِّعرية الخامسة "عشر طرق للتّنكيل بجثَّة" عن دار الآداب اللبنانية في 2010، انشغل عماد فؤاد بالبحث عن قالب جديد لنصِّه التالي "الحالة صفر"، وعلى الرغم من كلمة رواية على الغلاف حال صدورها عن دار ميريت بالقاهرة في 2015، إلّا أن بنيتها الشِّعرية، ومراوحتها بين عوالم الشِّعر والنَّثر، أبقت العمل الروائي في مرتبة بين المستويين اللغويين، فيقول الناقد اللبناني محمد أبي سمرة في مقاله المنشور بصحيفة النهار اللبنانية في 6 يوليو 2015: ""الحالة صفر" رواية استعادية متأخّرة لطيف الحركة الشبابية الفوضوية ورغباتها التحررية الإباحية في ستينات القرن العشرين وسبعيناته. وذلك على مثل ما يعيشها شخصان على نحو فانتاسمي أو هوامي: ميشيل سليلة أمها التي عاشت تلك الحقبة طولاً وعرضاً في أوروبا، فورثت عنها أسلوب حياتها. الراوي الآخر الذي تشي مقتطفات من سيرته المستعادة، بأنه مهاجر من مصر الى أوروبا، حيث يلتقي ميشيل ويصاب بلوثتها الساحرة التي تحوّل "الفعل البشري العادي، المألوف والروتيني، فعلاً استثنائياً، جديداً ومغايراً (…) تحت تأثير النبتة السحرية" التي يقصدان أمستردام لشرائها مرة في الأسبوع، ويسميانها "المؤونة". هذا قبل أن يزرعا نبتة منها في أصص قرب النافذة في المنزل، ويربّيانها يوماً بيوم لتنمو وتصير شجرة، فيقطعان محصولها في لذة لا تعادلها لذة أخرى".   

نشر عماد فؤاد عمله الشِّعري الأوّل تحت عنوان «أشباح جرَّحتها الإضاءة» عن مجلّة الكتابة الأخرى عام 1998، ثم أعقبه بعد 5 سنوات بعمله الشِّعري الثاني «تقاعد زير نساء عجوز» عن دار شرقيات عام 2002، ومع اصطدامه بحدود مساحة حرية التعبير في مصر، بعد حذف عدد من قصائد ديوانه الثالث "بكدمة زرقاء من عضَّة النَّدم"، الذي صدر لاحقًا عن دار شرقيات المصرية في 2005، اتّجه عماد فؤاد إلى العاصمة اللبنانية بيروت، ليصدر عام 2007 مجموعته الشعرية الرابعة "حرير" عن دار النهضة العربية، وبعد ثلاث سنوات ينشر فؤاد مجموعته الشعرية الأهم «عشر طرق للتَّنكيل بجثَّة» عن دار الآداب البيروتية عام 2010، وهو العمل الشعري الذي يغوص في أعماق الذات المتشظية عبر مرآة اللغة والدلالات والتوصيف الدقيق للشخصيات. وهي المجموعة التي قالت عنها صحيفة الأيام البحرينية بتاريخ 24 يوليو 2010: "مجموعة أقلّ ما يقال عنها أنّها صادمة، منفلتة ووحشية، منذ العنوان "عشر طرق للتّنكيل بجثّة"، إلى أبوابها الرئيسة الثلاثة: "الجنازات العشر للفيقدة محبّة"، و"ستّة أقدام تحت الأرض"، و"شاهد قبر"، جاء ذلك في مقدّمة الحوار الذي أجرته الجريدة مع الشاعر، وفيه يوضِّح عماد فؤاد ردًا على سؤال حول اختياره لهذا العنوان الصادم قائلًا: "أعترف أن العنوان ربما يكون غير متوقعًا من قبل كثيرين مما تابعوا إصداراتي السابقة، لكنها التجربة والخبرة الإنسانية التي تضعنا أمام خيارات حياتيّة لا مفر منها، الشِّعر لا حدود له، والروح الإنسانية لا يمكن لنا أن نتوقّع رؤاها الداخلية إلّا بالكتابة، اخترت هذا العنوان تحديدًا لأنني لا أعمل على مجموعة نصوص أو قصائد تتراصّ جوار بعضها البعض لتصنع كتابًا، لا أملك تلك الموهبة في رصِّ نصوص وقصائد لا يربطها رابط سوى أن كاتبها شخص واحد، بل أعمل في مجموعاتي الشعرية جميعها على رصد حالة كاملة، بكل تناقضاتها وأضدادها وجنونها، حالة مركّزة أحاول أن أتبيّنها بالكتابة عبر كتاب كامل وليس مجموعة نصوص يضمّها غلاف، بدأ هذا لديّ منذ مجموعتي الشِّعرية الأولى «أشباح جرَّحتها الإضاءة» سنة 1998، وحتى «حـرير» 2007، من هنا كان اختياري لهذا العنوان الذي وجده الكثيرون صادمًا وغير مناسب لمجموعة شعرية، خاصة وأن هذه المجموعة جاءت – كما ألمحت في سؤالك – بعد مجموعتي السابقة «حرير»، والتي تميّزت بصفاء ما تجلّى في نصوصها التي غلب عليها طابع القصر والتكثيف، أدرك تمامًا أنَّ العنوان ما هو إلا مدخل أوَّلي ورئيس لأي عمل أدبي، ومجموعتي الجديدة ليس لها مدخل آخر غير هذا العنوان المربك «عشر طُرق للتَّنكيل بجثّة». (صحيفة الأيام البحرينية، 24 يوليو 2010).                                   

## آراء
يقولُ عماد «أنَّ السرد منحهُ الكثير من المتعة، وعلّمه أشياء جديدة لم يكن ليتعلّمها في الشّعر وحده»، بل يرى أنّ «السّرد يُشبه الدخول إلى غابة كثيفة من التفاصيل المتشابكة، ومهمة الكاتب هي إعادة ترتيب هذه التفاصيل كي تكون متناسقة ومنطقية ومقنعة أمام العين التي ستقرأها». يرى عماد – الذي صدرت له خمس دواوين شعريّة قبل الرواية الأولى – أنه لا يتوجّب عليه التخلص من الشعر حين يكتبُ الرواية، مؤكّدًا على أنّه لا شيء يمنع من كتابة النص بالشّكل الذي يمليه النصّ على الكاتب، ويصف العملية تلك بالتجريب، حيث يترك العنان الكامل لنفسه للكتابة بحرية مطلقة.
يُؤيّد عماد فؤاد الاصطدام بثقافة المجتمع ولذا نشر كتاب «الحالة صفر» في العاصمة المصريّة القاهرة من خلال رحلة البحث عن هوية واضحة لأبطال الحكاية، والغوص في تفاصيل يومياتهم، وتصديرهم للقارئ كأبطال من خلال السعي نحو إنقاذهم من حالة الهامشية التي يعيشون عليها. يرى عماد أيضًا أنّه ليس من أنصار النوعية الأدبية الموجِّهة أخلاقيا بل لا يرى نفسه كاتبًا أخلاقيًا يقيم الحدود على الناس من خلال أفعالهم أو تصرفاتهم، فالإنسانية في داخله – بحسبه – تتفوّقُ على أيّ شيء آخر فضلا عن أنّ كتابته الشّعرية علّمته أن يكون إنسانًا قبل أن يكون حَكَمًا، فلا يصدر حكمًا أخلاقيًا على تصرف إنساني ما دون أن يبحث عن أسبابه أو يطرح الأسئلة حوله.
يرى عماد فؤاد أنَّ المشهد الأدبي العربي يزخرُ بالكثير من الأصوات والتجارب الحقيقية التي تستحقُّ المتابعة، سواء كان ذلك على مستوى الشّعر أو الرواية، وفي العديد من البلدان العربية التي تقفُ بعضها في طليعة هذا الحراك الجميل، مثل مصر والمغرب وسوريا ولبنان وفلسطين وتونس، إضافة إلى بلدان عربية أخرى بدأت تعود إلى السّاحة وبقوّة كالعراق وبعض بلدان الخليج العربي مثل السعودية والبحرين.

## قائمة أعماله
هذه قائمةٌ بأعمال الشاعر المصري عماد فؤاد:
صدر له في الشِّعر:
- «مُعْجَمُ الحَوَاسِّ النَّاقِصَة»، كتاب شِعري، دار «ميتافورا للنَّشر والتّرجمة»، القاهرة، 2024.
- «تلك لغة الفرائس المحظوظة»، كتاب شِعري، دار ميريت، القاهرة، 2019  [21][22]
- «عشر طرق للتَّنكيل بجثَّة»، كتاب شِعري، دار الآداب، بيروت، 2010.[23][24]
- «حرير»، دار «النّهضة العربية»، كتاب شعري، بيروت، 2007.
- «بكدمةٍ زرقاء من عضَّة النَّدم»، مجموعة شعريّة، «شرقيّات»، القاهرة، 2005.
- «تقاعد زير نساء عجوز»، مجموعة شعريّة، «شرقيّات»، القاهرة، 2002.[25][26]
- «أشباح جرَّحتْها الإضاءة»، كتاب شعري، «ديوان الكتابة الأخرى»، القاهرة، 1998.[27][28]

في الرواية:
- «الحالة صفر»، رواية، ميريت، القاهرة 2015.[29][30]

في الأنطولوجيا الشِّعرية:
- «ذئبٌ.. ونفرش طريقه بالفخاخ»، الإصدار الثّاني لأنطولوجيا «النَّص الشِّعري المصري الجديد»، «المكتب المصري للمطبوعات»، القاهرة، «الوردة»، بروكسل، 2016.[31][32]
- «رُعاة ظلالٍ.. حارسو عُزلات أيضًا»، الإصدار الأوّل لأنطولوجيا «النَّص الشِّعري المصري الجديد»، «جمعية البيت للثقافة والفنون»، الجزائر، 2007.

في النّقد الثقافي:
- «على عينك يا تاجر، سوق الأدب العربي في الخارج.. هوامش وملاحظات»، مقالات، دار «ميتافورا للنَّشر والتّرجمة»، القاهرة، 2022.

في التّرجمة:
- «طرفٌ من الليالي الفلمنكيّة، قراءات وحوارات مع الأدب العالمي»، مقالات وترجمات، دار «ميتافورا للنَّشر والتّرجمة»، القاهرة، 2024.

في لغات أخرى:
- «حفيف Bruissement»، مختارات شعريّة، صدرت عن دار «Al Manar»، ومهرجان Voix vives de Sète، نقلها إلى الفرنسيّة أنطوان جوكي، 2018.